# Necyria manco
Necyria manco är en fjärilsart som beskrevs av Saunders 1858. Necyria manco ingår i släktet Necyria och familjen Riodinidae. Inga underarter finns listade i Catalogue of Life.